# Noël Howard
Pour les articles homonymes, voir Howard.
Noël Howard est un réalisateur américain, né le 25 décembre 1920 à Paris et mort le 7 février 1987 à Los Angeles. 

## Biographie
Noël Howard a été réalisateur de seconde équipe sur plusieurs grosses productions américaines, et a réalisé, en France, D'où viens-tu Johnny ?, le premier film avec Johnny Hallyday en vedette.

## Filmographie

### Réalisateur
- 1963 : D'où viens-tu Johnny ?
- 1965 : La Fabuleuse Aventure de Marco Polo coréalisé avec Denys de La Patellière
- 1969 : Journey to the Unknown (série TV) (One on a Desert Island)

### Réalisateur de seconde équipe
- 1955 : La Terre des pharaons de Howard Hawks
- 1957 : Ariane (Love in the Afternoon) de Billy Wilder
- 1959 : Le Voyage (The Journey) de Anatole Litvak
- 1959 : Salomon et la Reine de Saba de King Vidor
- 1961 : Le Roi des rois de Nicholas Ray
- 1962 : Lawrence d'Arabie de David Lean
- 1963 : Les 55 Jours de Pékin de Nicholas Ray
- 1967 : Custer, l'homme de l'ouest de Robert Siodmak
- 1968 : La Puce à l'oreille de Jacques Charon

### Producteur
- 1957 : La Route Joyeuse de Gene Kelly
- 1962 : Phaedra de Jules Dassin

## Publication
- Hollywood sur Nil, Éditions Ramsay, coll. « Cinéma », Paris, 2001, 264 p.   (ISBN 978-2841145737)